# Incendie de Curraggia
L'incendie de Curraggia (en italien : incendio di Curraggia), est un important incendie ayant dévasté la région environnante de Tempio Pausania en Sardaigne, le 28 juillet 1983. Même si l'Europe était alors soumise à une vague de chaleur, l'incendie est probablement d'origine criminelle. Il a fait neuf morts et quinze blessés parmi les habitants improvisés combattants du feu et équipés parfois de façon très sommaire.
L'incendie porte le nom de la colline de Curraggia (collina di Curraggia) où l'incendie fit particulièrement rage. Celle-ci se trouve immédiatement à l'orée de Tempio Pausania et l'incendie menaçait donc directement la ville. 

## L'incendie
Les flammes seraient parties de la mer jusqu'à la campagne environnante d'Aggius et de Bortigiadas avant d'atteindre la colline de Curraggia. La zone directement concernée par l'incendie représente environ 18 000 hectares.

## Conséquences
Après l'incendie, est créé le CFVA (Corpo forestale e di vigilanza ambientale (Sardegna) (it)) et les moyens — notamment aériens — des pompiers de l'île sont considérablement augmentés.

## Hommages
- Il existe sur la colline de Curraggia, un mémorial en mémoire des victimes[4].

- Tous les ans des cérémonies mémorielles ont lieu dans la région. Ce fut particulièrement le cas pour le trentième anniversaire en 2013[5].